# Dipartimento di Jiménez
Jiménez è un dipartimento argentino, situato nella parte nord-occidentale della provincia di Santiago del Estero, con capoluogo Pozo Hondo.
Esso confina a nord con il dipartimento di Pellegrini, a est con i dipartimenti di Alberdi e Figueroa, a sud con i dipartimenti di Banda e Río Hondo, a ovest con la provincia di Tucumán.
Secondo il censimento del 2001, su un territorio di 4.832 km², la popolazione ammontava a 13.170 abitanti.
Municipi e “comisiones municipales” del dipartimento sono:
- El Arenal
- El Bobadal
- El Charco
- Gramilla
- Pozo Hondo